# Blonde Ambition
Blonde Ambition (conocida en español como Rubia y explosiva) es una película lanzada el 21 de diciembre de 2007 e inspirado en el tema de la película ganadora del Óscar Working Girl protagonizada por la actriz y cantante Jessica Simpson en el papel de una chica de pueblo que se traslada a Nueva York y sube a una carrera como mujer de negocios. La película también está protagonizada por Luke Wilson, Paul Vogt y el actor y comediante Andy Dick.
El tráiler oficial de la película se filtró en Internet en principios de mayo de 2007, una versión completa de un prelanzamiento en DVD se filtró el 16 de diciembre de 2007.

## Taquilla
Fue proyectada en ocho cines de Texas, el estado de origen para las estrellas de Simpson y Wilson, el 22 de diciembre de 2007 antes de la fecha de lanzamiento en DVD el 22 de enero de 2008. Blonde Ambition promedió $48 por pantalla el 22 de diciembre de 2007 para hacer un total de taquilla de 384 dólares. Esto significaba, sobre la base de un precio de las entradas de 8 dólares, que sólo 6 personas pagaron para ver la película en cada uno de esos ocho cines y sólo 48 personas en total fueron a ver la película.
El fin de semana de apertura, la película terminó 54.ª en la taquilla de EE. UU. con un total en los tres días de 1.332 dólares y un promedio de $165 por cada cine. En Ucrania, sin embargo, la película se estrenó en el n.º 1 en su primer fin de semana (febrero 16-17, 2008), ganando 253.008 dólares. En Rusia, Blonde Ambition abrió en el n.º 7 en taquilla y ha recaudado 399.854 dólares hasta la fecha, y en Filipinas, se abrió en el número 5 y ha recaudado 16.538 dólares hasta la fecha.
Pese a ser una decepción en taquilla, Blonde Ambition recaudó la impresionante cifra de 2,7 millones de dólares en los cinco primeros días  del lanzamiento del DVD y ocupó,  el puesto 23 de la clasificación de ventas de DVD, lo que posiblemente fuera debido al apoyo de los fanes de Jessica Simpson. Desde su lanzamiento en DVD, la película ha recaudado 11,56 millones de dólares en los Estados Unidos.

## Reparto
- Jessica Simpson - Katie Gregerstitch
- Luke Wilson - Ben Connelly
- Drew Fuller - Billy
- Rachael Leigh Cook - Haley
- Paul Vogt - Floyd
- Andy Dick - Freddy
- Bill Jenkins - Robert Perry
- Karen McClain - Betty Karen
- Larry Miller - Richard Connelly
- Penelope Ann Miller - Debra Penelope
- Piper Mackenzie Harris - Amber Perry
- Sarah Ann Schultz - Samantha
- Dan Braverman - Taxista
- Willie Nelson - Pap Paw
- Casey Keene - Agente de policía
- Ryan Dunn - Griswold

## Banda sonora
- Jessica Simpson - "A Public Affair" (solamente para el tráiler)
- KT Tunstall - " Suddenly I See " (solamente para el tráiler)
- Lily May - "I Got Love"
- Monique Ximenez - "You Can Fly"
- Austin Brown - "Let's Make Love"
- Hipjoint - "Girl From Nowhere"
- MegaJive - "The Way I Rock"
- Stretch Nickel - "Beautiful Day"
- Price - "Something In Your Eyes"
- Hugh James Hardman - "Live A Little"
- Adam Ant - "Wonderful"

## Lanzamiento en DVD
El DVD fue lanzado oficialmente en los EE. UU. el 22 de enero de 2008, y también se lanzó en iTunes.
- Datos: Q428372